# Þórisjökull

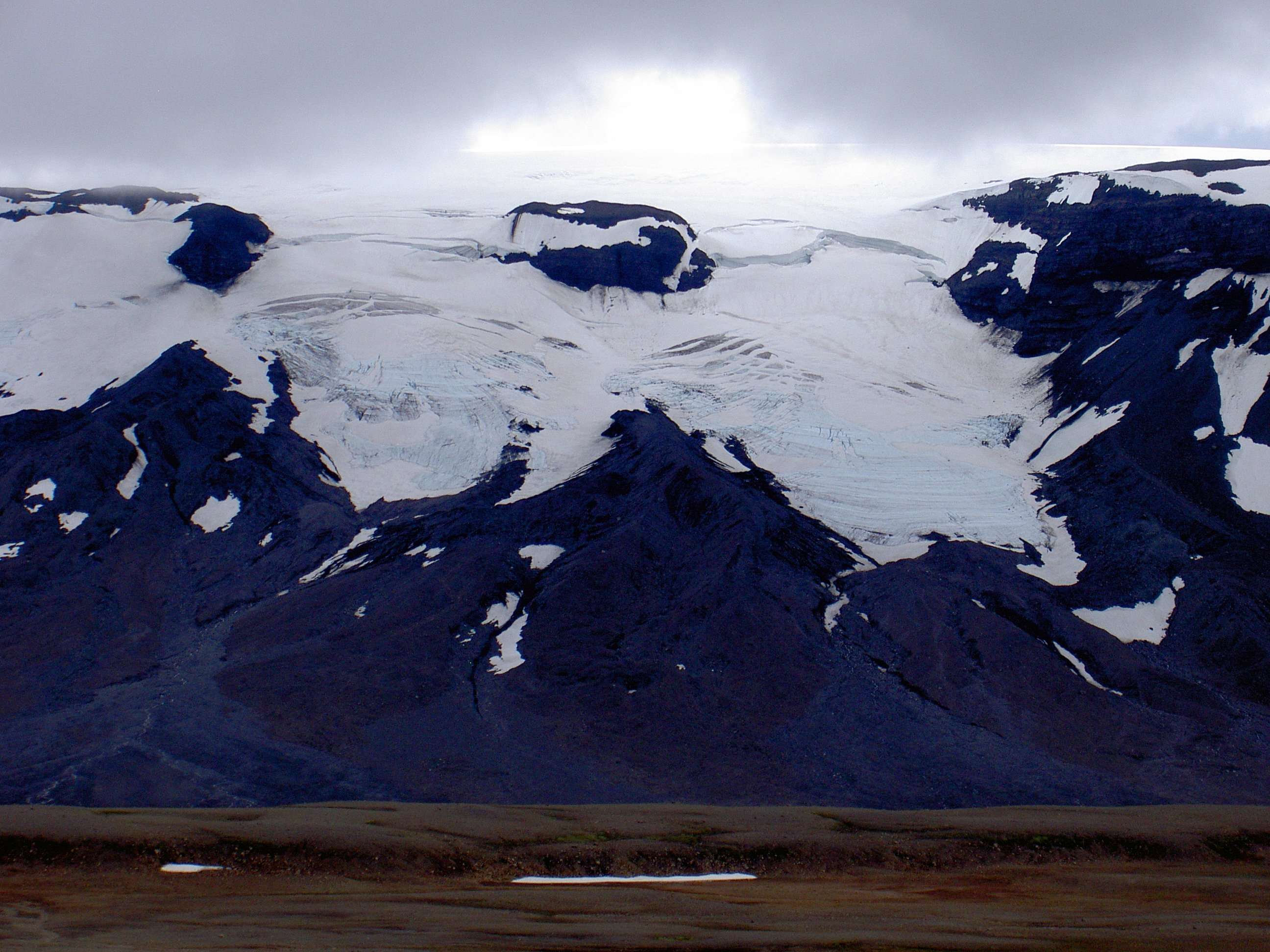
El Þórisjökull.

Þórisjökull o Thórisjökull (en español: 'Glaciar de Thóris') es un pequeño glaciar y volcán en la zona centro-oeste de Islandia, y al sudoeste del glaciar Langjökull. Su altura máxima es de 1.350 m s. n. m.

## Ubicación
þórisjökull se encuentra entre el glaciar Langjökull y el volcán en escudo Ok al oriente. El Kaldidalur (o sea valle frío) se encuentra entre ellos con su famosa carretera de las tierras altas del mismo nombre.

## El volcán

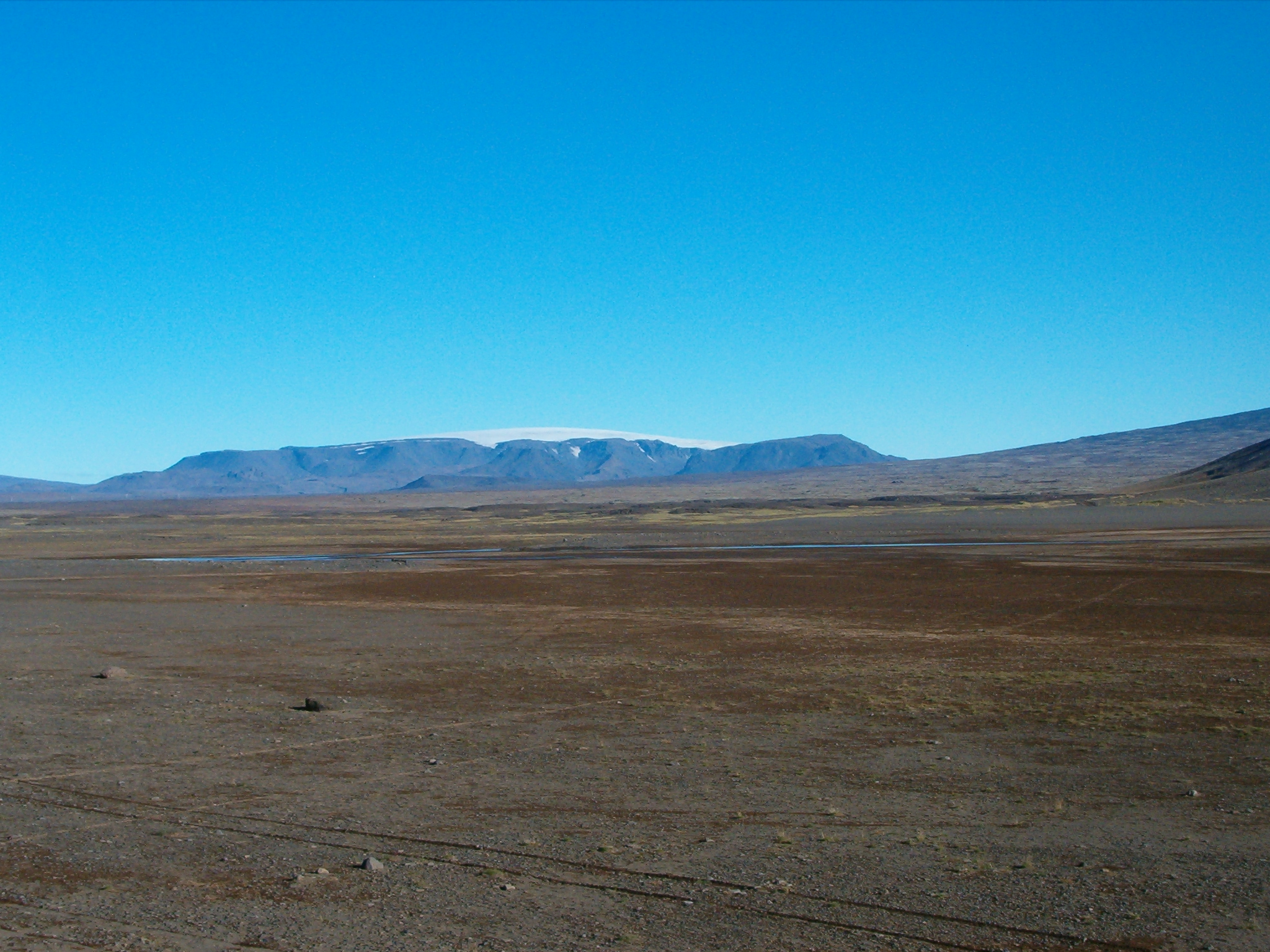
El Þórisjökull visto desde la carretera no. 52.

El volcán glaciar Þórisjökull es una tuya de la Edad de hielo (en Islandia desde hace 100.000 años hasta hace unos 10.000 años). Su parte montañosa está básicamente constituida por hialoclastitas. El glaciar hace parte del Langjökull, probablemente desde el siglo XVIII.
Se han hecho algunas búsquedas e investigaciones geológicas en el área del Þórisjökull y del Prestahnúkur en 2009 y muestra con claridad fisuras volcánicas activas bajo el glaciar.

## Nombre
El nombre viene del trol Þóri, de la saga de Grettir, de quien se dice vivía en una cueva en los alrededores.